# عبد الله الحامد
عبد الله بن حامد بن علي الحامد، وكنيته أبو بلال (12 يوليو 1950 - 24 أبريل 2020) مفكر وناشط ومعارض سعودي حاصل على شهادة الدكتوراة من جامعة الأزهر وأحد مؤسسي لجنة الدفاع عن الحقوق الشرعية وجمعية الحقوق المدنية والسياسية في السعودية وأحد الإصلاحيين الثلاثة الذي اعتقلوا في مارس 2004. حُكم عليه في 9 مارس 2013 بالسجن إحدى عشرة سنة في محاكمة حسم، واعتقل يومها.

## الميلاد والنشأة والدراسة
نشأ في أسرة متوسطة الحال، تركت الزراعة وشيكاً، أخذ أفرادها يعاودون الترحال في طلب الرزق إلى دولة الكويت، وكان الولد الأكبر من 11 شقيقاً: تسعة أخوة ذكور، وأختان، وله من الأولاد ثمانية: خمس إناث وثلاثة ذكور. بدأ الدراسة الابتدائية في قرية القصيعة، وفي محرم سنة 1378هـ يوليو (تموز) 1958م انتقلت الأسرة إلى بريدة وفيها أتم الدراسة الابتدائية في محرم سنة 1382هـ (1962مايو). ثم درس المتوسطة والثانوية، في المعهد العلمي ببريدة، وتخرج منه سنة 1387هـ (1967م).
تشكلت مبادئ ثقافته الدينية والفكرية، في حلقات المساجد كحلقة عبد الله بن سليمان بن حميد، وحلقة محمد الصالح المطوع، ولكن الدراسة التي استمرت بضع سنين كانت بين يدي شيخه عبد الله بن محمد اليحيى إمام مسجد ماضي جنوب بريدة، فقرأ عليه القرآن الكريم، وكتباً في العقيدة، كفتح المجيد لعبد اللطيف حفيد الشيخ محمد بن عبد الوهاب التميمي، وأخرى في الحديث والسلوك، وكتباً حديثة في سيرة النبي صلى الله عليه وسلم.
بدأ يكتب القصيدة عمودية وتفعيلية، منذ الدراسة المتوسطة، وبدأ ينشرها منذ الثانوية، وواصل النشر في الصحف، في المرحلة الجامعية وما بعدها. لكن ما سيطر على اهتمامه كان مجال الإصلاح الفكري، واهتم بالكتابات التي تركز على منهج التفكير، كـمحمد رشيد رضا وأحمد أمين، ومحمد الغزالي وأمين الخولي، وتشكل إتجاهه مبكراً، ولذلك اقترح على الشيخ عبد اللطيف آل الشيخ تجديد مناهج المعاهد العلمية الدينية أثناء دراسته الثانوية، وتغيير بعض المتون القديمة، كـ (التدمرية) لـابن تيمية، وزاد المستنقع، وألفية ابن مالك وشرح ابن عقيل. وفي الجامعة ساعده أستاذه في الكلية عبد الرحمن الباشا على تحويل هذه النزعة إلى ميدان الأدب.
كان يقرأ في الثقافة الدينية واللغة العربية والأدب معاً، وتردد عند إتمام الدراسة الثانوية بين كليتي الشريعة واللغة العربية بالرياض، ثم آثر كلية اللغة العربية، لأنها أميل إلى الانفتاح، وتخرج منها سنة 1971م الموافق (1391هـ). بعد التخرج اشتغل بأعمال وظيفية، وخلالها حصل على كل من الماجستير سنة 1394هـ (1974م)، والدكتوراه سنة 1398هـ (1978م) من الكلية العربية بـجامعة الأزهر في تخصص الأدب والنقد.

## العمل الرسمي والأهلي
كان له عدة أعمال قبل وأثناء مرحلة العمل في سلك التعليم الجامعي، ومنها:
1. عمل معلماً في مدرسة أهلية ابتدائية (المدرسة الدينية) في بريدة، خلال ثلاث عطلات صيفية، خلال السنوات 1382هـ و 1384هـ و 1385هـ.
2. بعد التخرج من الجامعة، عمل معلماً في التعليم المتوسط والثانوي سنتي 1392 ـ 1393هـ في المعهد العلمي (الديني) بالزلفي ثم في بريدة.
3. رغب في العمل في الرياض لكي تتيسر له فرص التعليم العالي والمكتبات فعمل أعمالاً إدارية، في كلية اللغة العربية، بجامعة الإمام محمد بن سعود الإسلامية بالرياض 1394هـ مساعداً لأمين المكتبة العامة، ثم محرراً في الكلية.
4. عين محاضراً في قسم الأدب في كلية اللغة العربية، سنة 1395 (1975م) ثم أستاذاً مساعداً فيه سنة 1396هـ فأستاذاً مشاركاً سنة 1402هـ، فأستاذاً سنة 1409هـ.
5. درَّس بصفة أساسية مستمرة، الأدب والنقد والنصوص والأدب العربي ولا سيما الحديث والأدب المقارن، في الدراسات العليا: مرحلة الماجستير وكانت حصيلتها كتبه في الأدب الوصفي.
6. درَّس في مجال تعليم العربية المستعربين (غير العرب) في باكستان/كراتشي سنة 1396هـ، ودرسَّ بعد العودة منها بضع سنين، وكانت حصيلتها إدراك أهمية إنتاج مشروع تعليم العربية المستعربين، الذي أشرف عليه، أثناء عمله عميداً لمعهد تعليم اللغة العربية في الجامعة، وشارك فيه أكثر من 50 أكاديميياً. صدرت كتبه الأساس (للطالب) في أكثر من خمسين مطبوعاً بداية من سنة 1411هـ. وواصل عمداء المعهد من بعده إتمام المشروع.
7. درَّس في قسم الشريعة من كلية الشريعة واللغة العربية بالقصيم، مادة (الثقافة الإسلامية) سنة 1398هـ، وكانت حصيلة ذلك الاهتمام المبكر بعلم الاجتماع السياسي ولا سيما المجتمع المدني الأهلي في الإسلام.
8. عمل عميداً لمعهد تعليم اللغة العربية بالرياض من العام الجامعي 1400 حتى 1406هـ وأثناء ذلك كان عضواً في مجلس الجامعة ومجلسها الأعلى ومجلسها العلمي أيضاً، وقام بمهمات علمية وتربوية، في مجال تعليم اللغة العربية لغير العرب في بلدان عديدة عربية وإسلامية وغربية.
9. شارك سنة 1413هـ في إنشاء لجنة حقوق الإنسان وفصل على إثر ذلك من الجامعة. سجن بعد ذلك ثلاث مرات، دامت كل منها بضعة أشهر خلال الأعوام 1414هـ و1415 و1416هـ، ثم سجن رابعة عام 1425هـ ثم خامسة عام 1427هـ ثم سادسة عام 1428هـ.

بالإضافة إلى عدد من النشاطات والأعمال المستقلة سواء قبل عزله من الجامعة أو بعده، منها:
1. عضو مجلس إدارة النادي الأدبي بالرياض بضع سنين.
2. شارك في ندوات ومؤتمرات ولقاءات داخل المملكة العربية السعودية وخارجها في الأدب العربي واللغة العربية.
3. أحاديث ومشاركات عديدة في الإذاعة السعودية.
4. كتب شعراً ومقالات وأبحاث عديدة في الصحف السعودية، أغلبها في الأدب، ومجلة العرب والمنهل، والفيصل والمجلة العربية واليمامة، وجريدة الرياض وجريدة الجزيرة.

## نشاطه الثقافي والسياسي واعتقاله

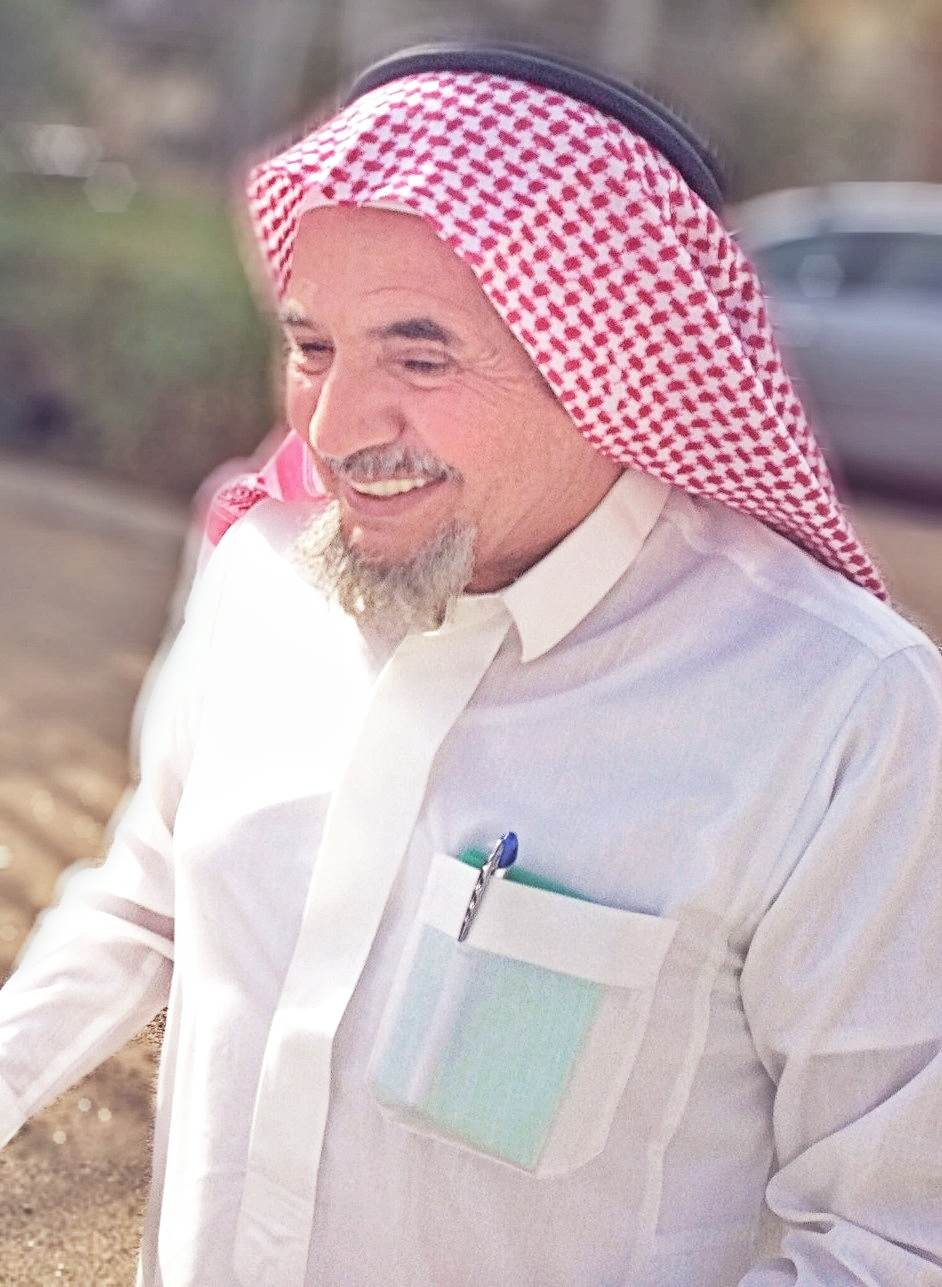
عبد الله الحامد في 9 مارس 2013 قُبيل النطق بالحكم

وأول عمل حقوقي مدني كان إنشاء (لجنة الدفاع عن الحقوق الشرعية) في ذي القعدة 1413هـ.
أما أول كتاب أصدره الدكتور عبد الله الحامد (أبو بلال) هو حقوق الإنسان بين نور الإسلام وفقهاء غبش الطغيان، والذي نشر بعد إنشاء اللجنة باسم (حقوق الإنسان في الإسلام).
1. اعتقل المرة الأولى في 26 ذي الحجة 1413هـ مع الدكتور محمد المسعري، ثم لحقهم بعد ذلك عشرون من أعضاء اللجنة الشرعية.
2. اعتقل للمرة الثانية في عام 1414هـ.
3. اعتقل للمرة الثالثة في عام 1415هـ، وكانت أهم الأسئلة في التحقيق هي عبارته في كتابه (حقوق الإنسان) التي قال فيها: «لا صاحب سمو ولا صاحب دنو في الإسلام».
4. اعتقل للمرة الرابعة في 25 محرم 1424هـ مع بعضة عشر إصلاحيا من دعاة (البيعة على الكتاب والسنة: قوامة الأمة: الدستور الإسلامي).

شارك مع عديد من الإصلاحيين في تشكيل تيار الدعوة إلى الإصلاح السياسي الدستوري، من خلال البيانات الثلاثة:
1. «خطاب رؤية» لحاضر الوطن ومستقبله 1423هـ (2002م).
2. "خطاب نداء إلى القيادة والشعب معاً: الإصلاح الدستوري أولاً 1424هـ (2003م).
3. خطاب رؤية لاستقلال القضاء 1424هـ (2003م).

كما كان أحد المؤسسين الستة لجمعية حقوق الإنسان الأولى السعودية سنة 1412هـ / 1992م. سُجن عدد من المرات مرات بسبب حظر الدولة لنشاطها وطرد أيضاً من الجامعة، ومنع من السفر أكثر من خمس سنين. كما سُجن في 25/1/1425هـ (16/3/2004م) في ما عرف بقضية الإصلاحيين الثلاثة.
1. اعتقل للمرة الخامسة في 8 مارس 2008 على خلفية موقفه المؤيد لعدد من نساء بريدة للاعتصام السلمي، وحكم عليه بالحبس مدة 6 أشهر وتم الإفراج عنه في 27 أغسطس من السنة نفسها مع شقيقه عيسى المحكوم بـ 4 أشهر على خلفية تلك القضية.

1. اعتقل للمرة السادسة في 9 مارس 2013 بعد أن أصدرت المحكمة الجزئية حكمها في محاكمة حسم بسجنه خمس سنوات وإكمال ما بقي من الحكم السابق في قضية الإصلاحيين الثلاثة ليكون المجموع أحد عشر سنة، ومنعه من السفر خمس سنوات أخرى، واعتقل يومها.

## من مؤلفاته
1. في الشعر المعاصر في المملكة العربية السعودية
2. حقوق الإنسان بين عدل الإسلام وجور الحكام

## وصلات خارجية
- عبد الله الحامد على موقع أرشيف الشارخ.

- مدونة عبد الله الحامد الرسمية